# ММ-25 (камуфляж)
ММ-25 (акронім від «Малюнок маскувальний зразка 2025 року») — 7-кольоровий деформаційний військовий камуфляж, прийнятий на озброєння Збройними силами України у 2025 році в доповнення до камуфляжа ММ-14. Новий український ММ-25 відходить від попереднього піксельного шаблону ММ-14 і фактично є адаптованою версією комерційного камуфляжа «Мультикам®» (англ. MultiCam®), розробленого у 2002 році американською компанією Crye Precision спільно з дослідницьким центром U.S. Army Soldier Systems Center. Цей камуфляжний візерунок складається з нерегулярних плям семи кольорів, завдяки чому забезпечує ефективне маскування в різних типах місцевості та за різного освітлення.

## Поширення камуфляжів на основі Мультикам в провідних арміях Заходу
Шаблон військового камуфляжного візерунку Scorpion W2, що пізніше ліг в основу комерційного камуфляжа Мультикам, був розроблений у 2002 році фірмою Crye Precision разом з U.S. Army Soldier Systems Center. Проте у 2004 році, на конкурсі на новий однострій для Армії США, цей візерунок програв «піксельному» Універсальному камуфляжу (USP), що пізніше стане основою для «українського пікселя», камуфляжу ММ-14. Після програшу на конкурсі компанія Crye Precision почала поширювати цей камуфляжний шаблон під комерційною назвою «Мультикам®» (англ. MultiCam®) на цивільному ринку, де цей камуфляж набув широкої популярності серед парамілітарних організацій і спецпідрозділів.
За результатами досвіду Війни в Афганстані, де уніформа різних спецпідрозділів з камуфляжем Мультикам себе добре зарекомендувала, армії провідних країн Заходу почали впроваджувати на основі шаблону MultiCam® власні офіційні військові камуфляжі:
- у 2010 році першими стали збройні сили Великої Британії, які впровадили власний камуфляж на основі шаблону MultiCam — MTP[9].
- у 2014 році був прийнятий на озброєння AMCU — поточний камуфляж збройних сил Австралії[10].
- також у 2014 році вже самі збройні сили США відмовились від «переможця» Мультикаму камуфляжа UCP, і замінили його на OCP — камуфляж на основі шаблону MultiCam (Scorpion W2)[11].
- у 2015 році збройних сил Угорщини на основі шаблону MultiCam впровадили камуфляж HunCam[12].
- у 2019 році збройні сили Нової Зеландії оголосили, що поточний випуск камуфляжу MCU буде замінено на камуфляж NZMTP, варіант камуфляжу MTP Збройних сил Великої Британії на основі MultiCam. Ці зміни стосуються всіх збройних сил, а перехід має бути повністю завершений до 2023 року[13].
- у 2024 році збройних сил Франції впровадили BME — камуфляж розроблений на основі камуфляжу MultiCam[14].
- у 2025 році було прийняте рішення про поширення кауфляжу Multitarn, що базується на колірній гамі камуфляжу MultiCam на увесь німецький Бундесвер починаючи з 2026 року[15], хоча окремі підрозділи Бундесверу використовують камуфляж Multitarn ше з 2016 року[16].

## Використання в Україні

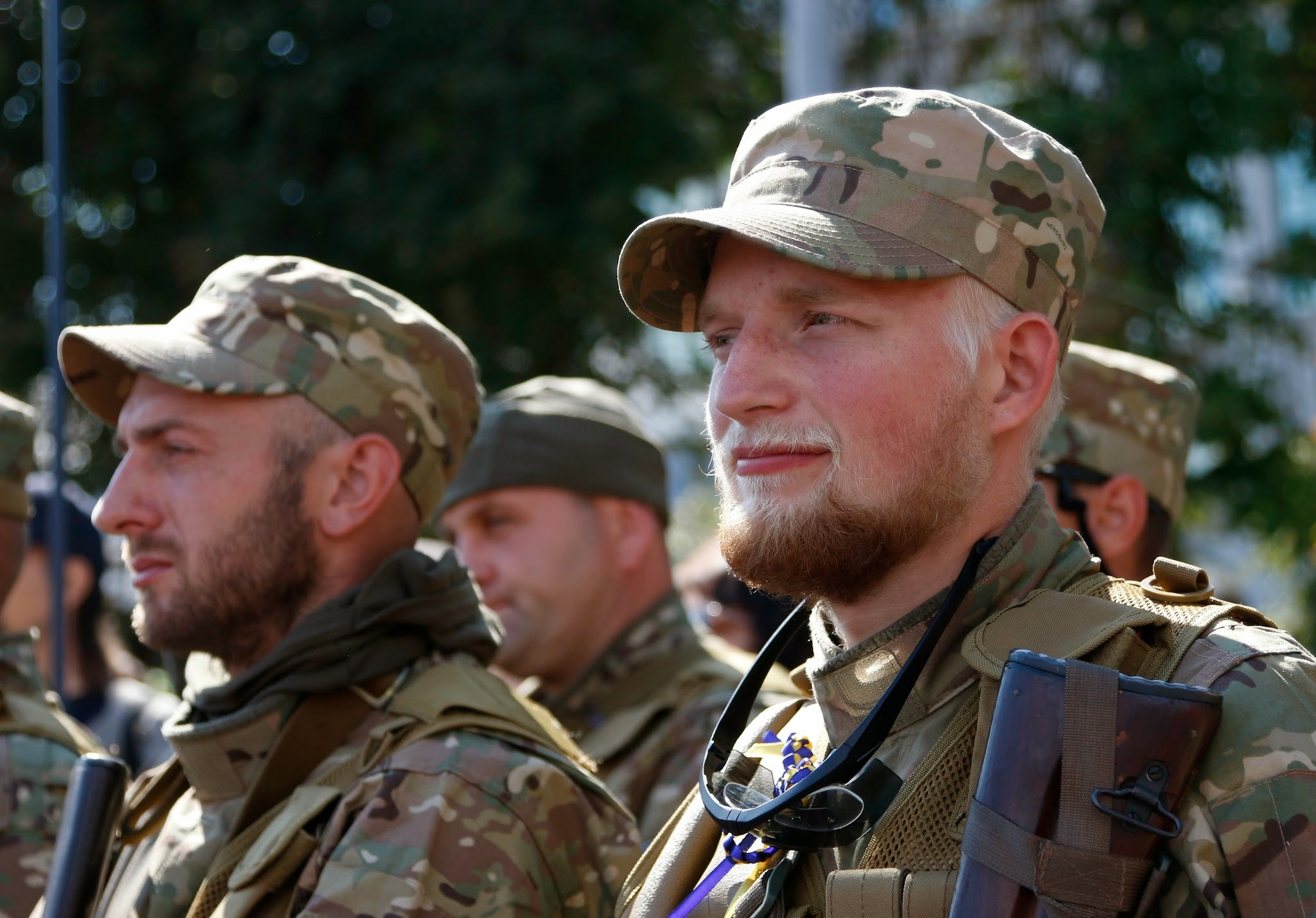
Бійці батальйону «Січ» в формі Мультикам (26.08.2014)

Вперше різні варіанти форми з камуфляжем MultiCam в Україні було використано українськими «добровольчими батальйонами» — ополченнями та воєнізованими формуваннями, сформованими в 2014 році для боротьби з проросійськими і сепаратистськими силами на Сході України, які здебільшого перебували на самофінансуванні та купували власне обладнання.
Україна вперше офіційно прийняла MultiCam для своїх підрозділів спеціального призначення в рамках масштабнішої програми навчання та модернізації НАТО, тоді як регулярні армійські підрозділи отримали новий цифровий камуфляж ММ-14. Однак деякі регулярні підрозділи Збройних сил України та Національної гвардії України також отримали форму MultiCam. Добровольці Сил територіальної оборони також іноді отримують або купують власну форму MultiCam. Військовослужбовці підрозділу спеціального призначення (КОРД) Національної поліції України також використовують MultiCam.
Уніформу з камуфляжем MultiCam в Україні обирали через зручність, якість матеріалів, поширеність в торгових мережах або через те, що такий маскувальний малюнок підходить для певного типу завдань на фронті. Навіть головнокомандувач Олександр Сирський неодноразово з'являвся на публіці не в статутному одязі, а в камуфляжі «Мультикам».

### Легалізація
В червні 2025 року, на запит Головнокомандувача ЗСУ після численних звернень від військовослужбовців, Міністерство оборони України затвердило новий зразок маскувального малюнка ММ-25. Інформацію про це оприлюднено на сайті «Партнер МОУ». Повідомляється, що Центральне управління розвитку матеріального забезпечення (ЦУРМЗ) вже затвердило оновлену Технічну специфікацію A01XJ.29979-539:2025 (02) «Тканини бавовняні та змішані», яку доповнило маскувальним малюнком ММ-25.
Наразі не йдеться про повну заміну чинного малюнка ММ-14 («піксель») на ММ-25. Новий візерунок розглядається як додатковий колір, подібно до вже дозволених варіантів — «олива», «койот» чи ММ-16 Ф. За словами голови Ради резервістів Сухопутних військ ЗСУ Івана Тимочка, вже 30 % військових носять «мультикам», і повний перехід може зайняти менше двох років. За його словами на сьогодні більшість Сил спеціальних операцій, окремих елітних підрозділів, Національна гвардія використовують «мультикам» і це відрізняє їх під час загальновійськового бою. Противник знає, що в такій формі, як  правило, елітні підрозділи, і за ними починає полювати. Тому коли у всіх буде однакова форма, однаковий камуфляж, то важко буде виявити, хто з них який функціонал несе, це «розмиває» їхнє призначення, а ворожа розвідка не може визначити, звідки чекати удар.

## Опис

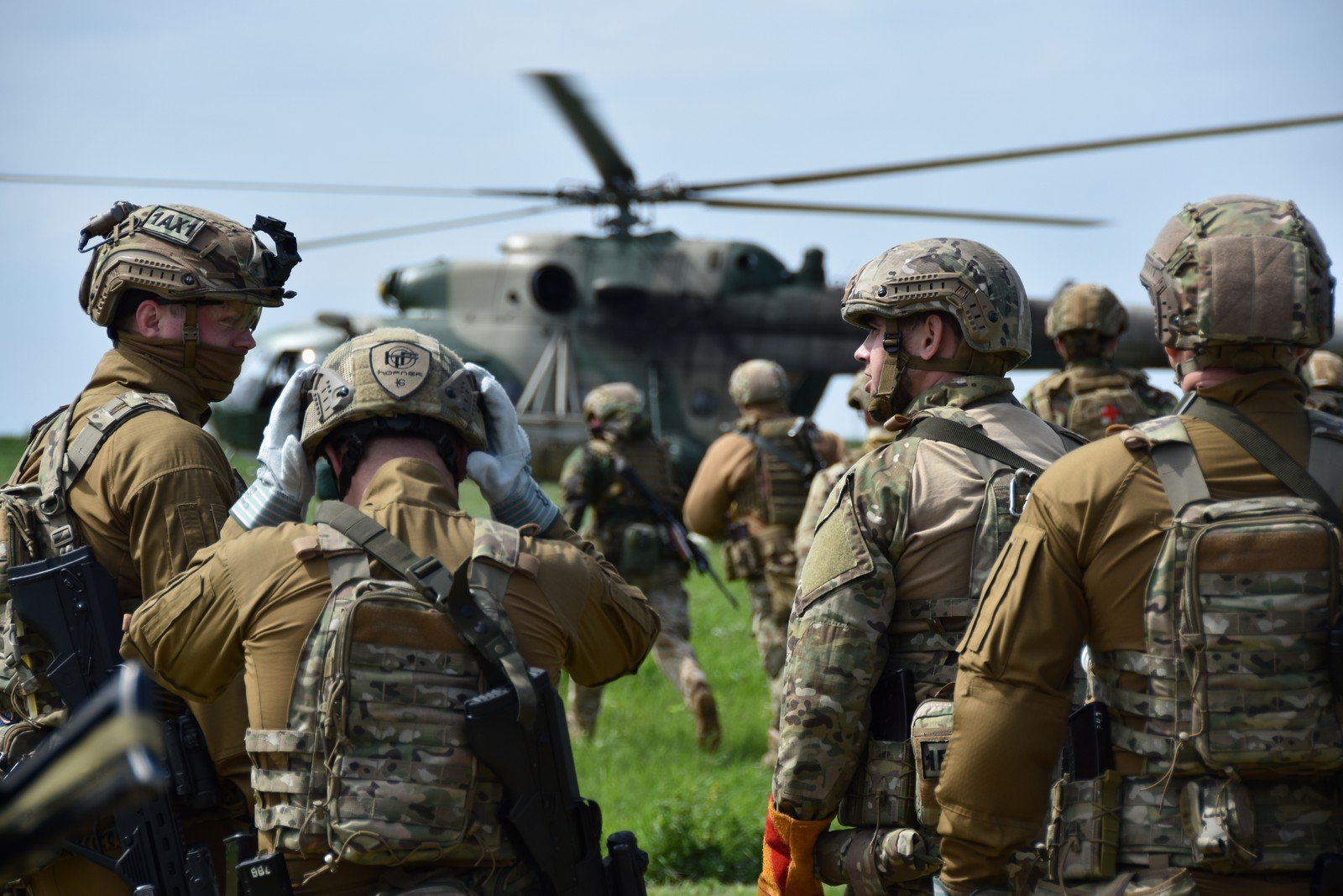
Бійці ССО ЗСУ в камуфляжі Мультикам під час тренування (15 травня 2019 року)

Мультикам вирізняється складним поєднанням кольорів: фоновий градієнт переходить від коричневого до світло-коричневого, на який накладається темно-зелений, оливковий та лаймовий відтінки. Доповнюють візерунок темно-коричневі та кремові непрозорі фігури, хаотично розкидані по всій поверхні.
Така структура дозволяє малюнку візуально змінюватися: від переважно зеленого до коричневого, залежно від ділянки тканини, а дрібні елементи розбивають великі кольорові площини, ускладнюючи виявлення бійця.

## Користувачі
- Україна: з 2025 року використовується Збройними силами України[23].

## Галерея

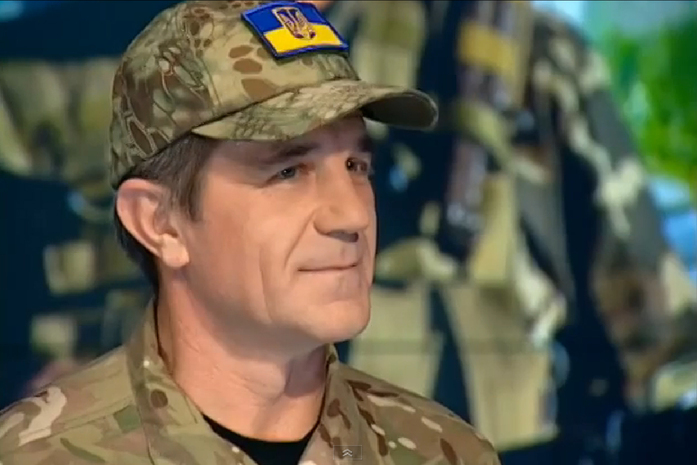
Тарас Костанчук, командир 1 роти батальйону спецпризначення «Донбас» в ефірі програми "Подробиці тижня". 21.09.2014 р.
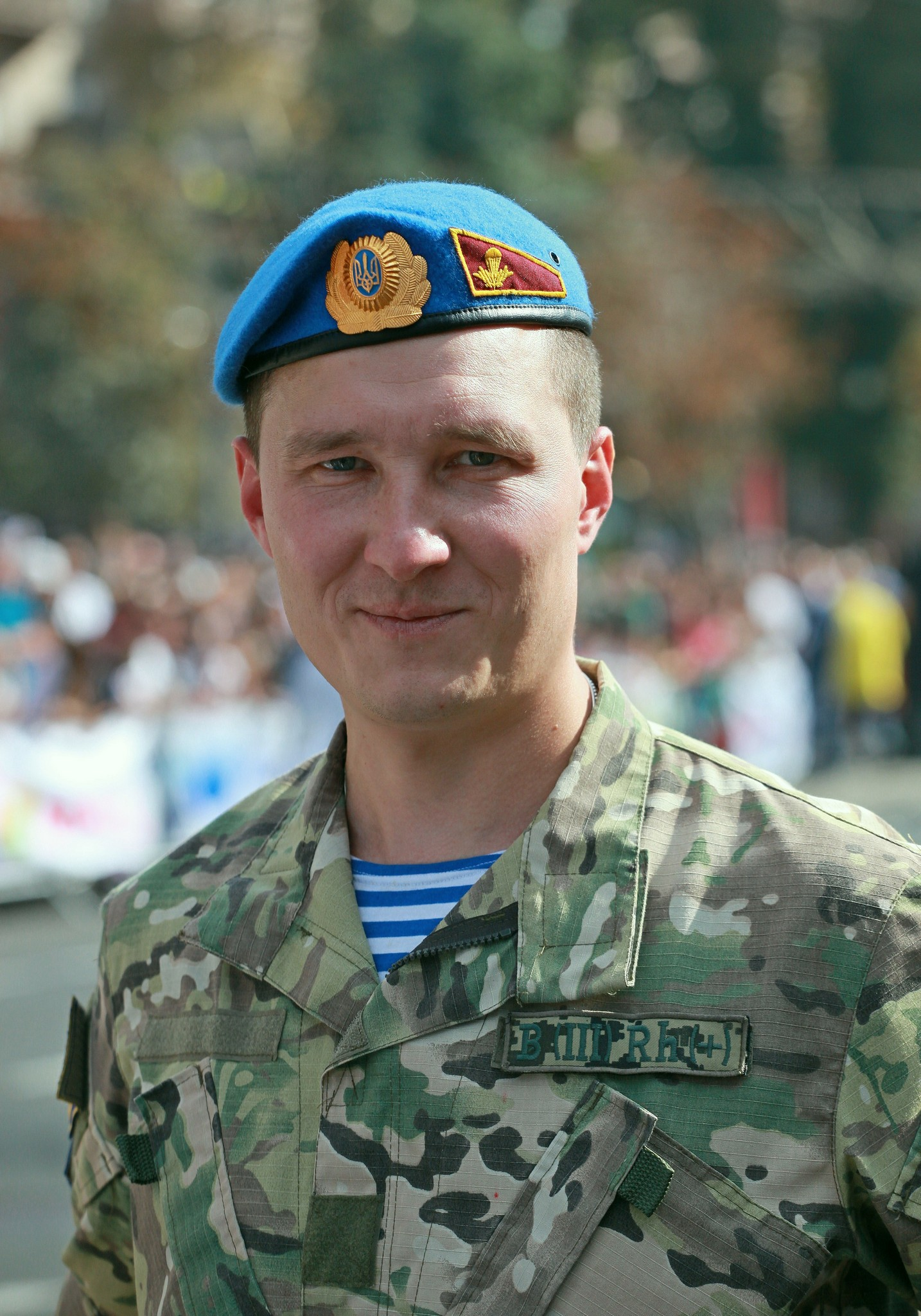
День Незалежності України 2015 рік
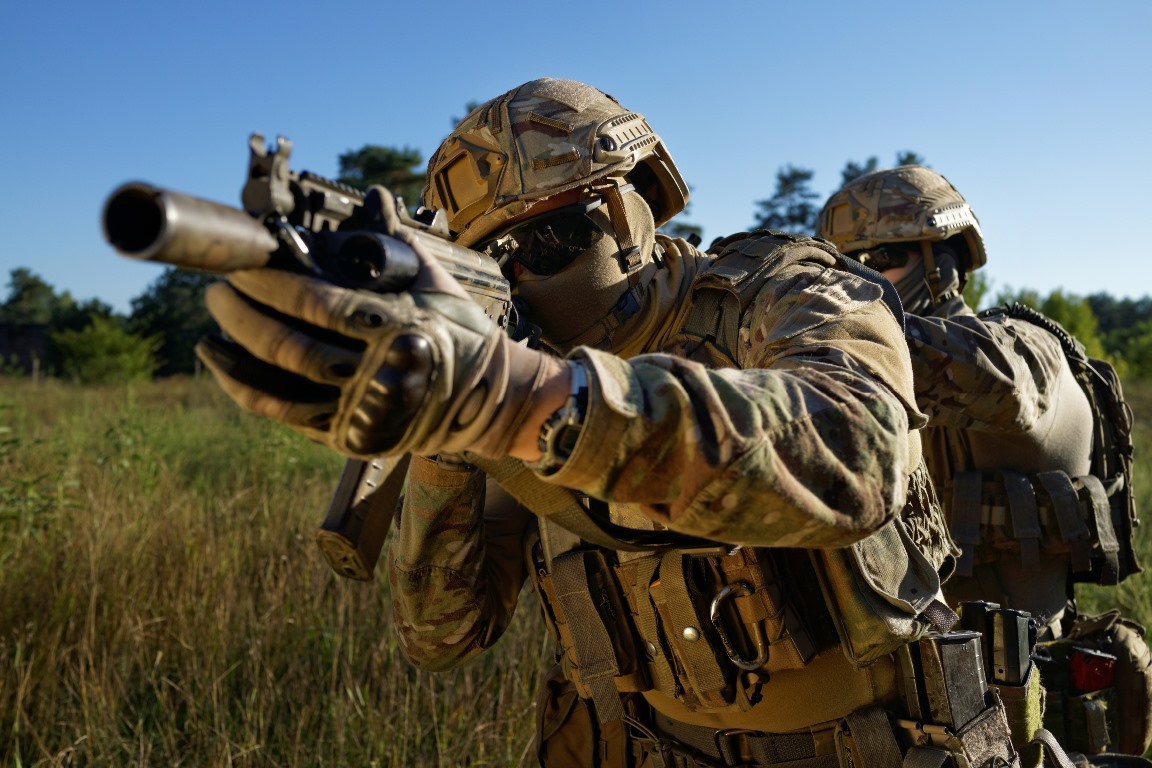
Військовий ССО ЗСУ під час навчань. 28 серпня 2016 р.
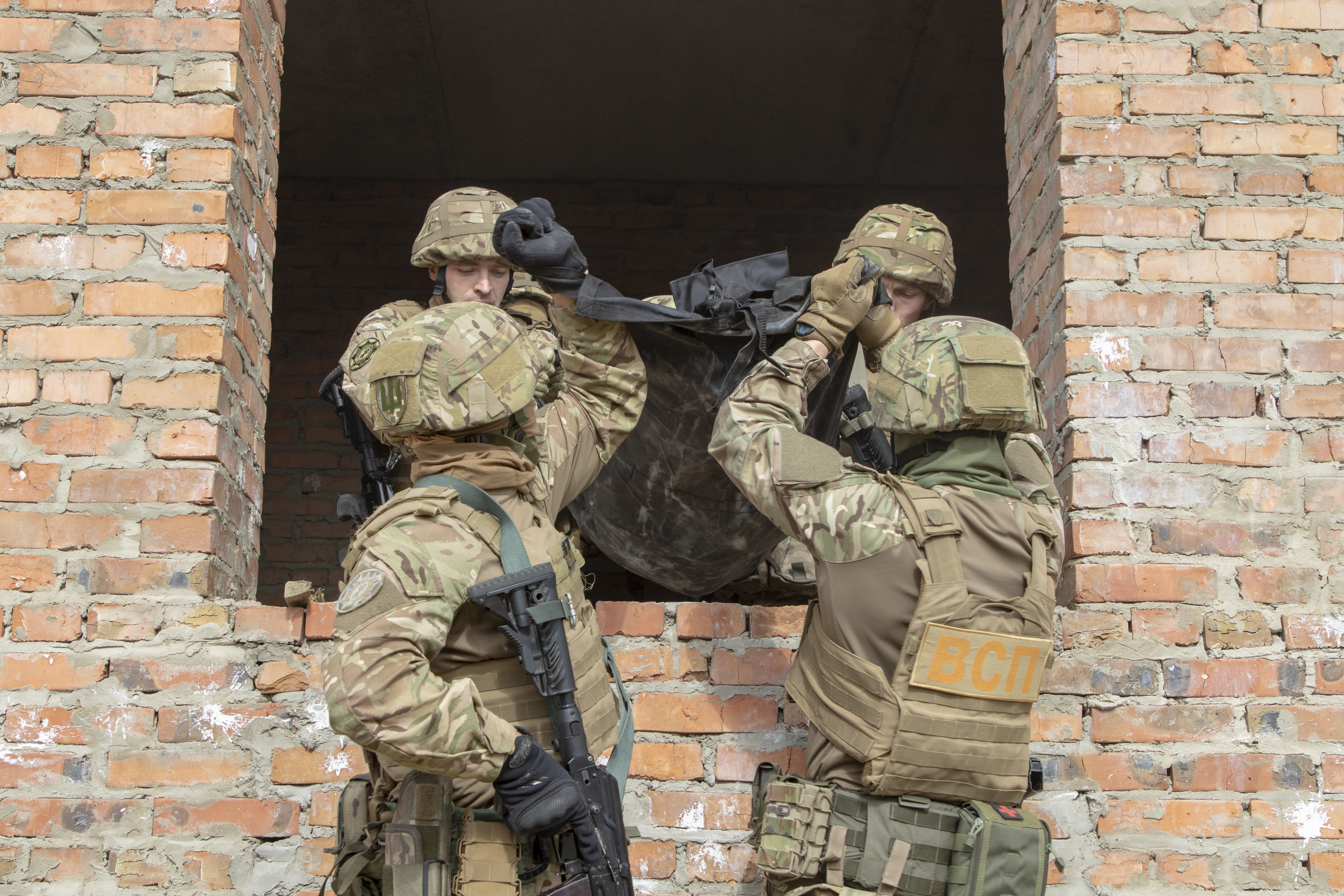
Бійці Військової служби правопорядку на навчаннях Rapid Trident 2019 року
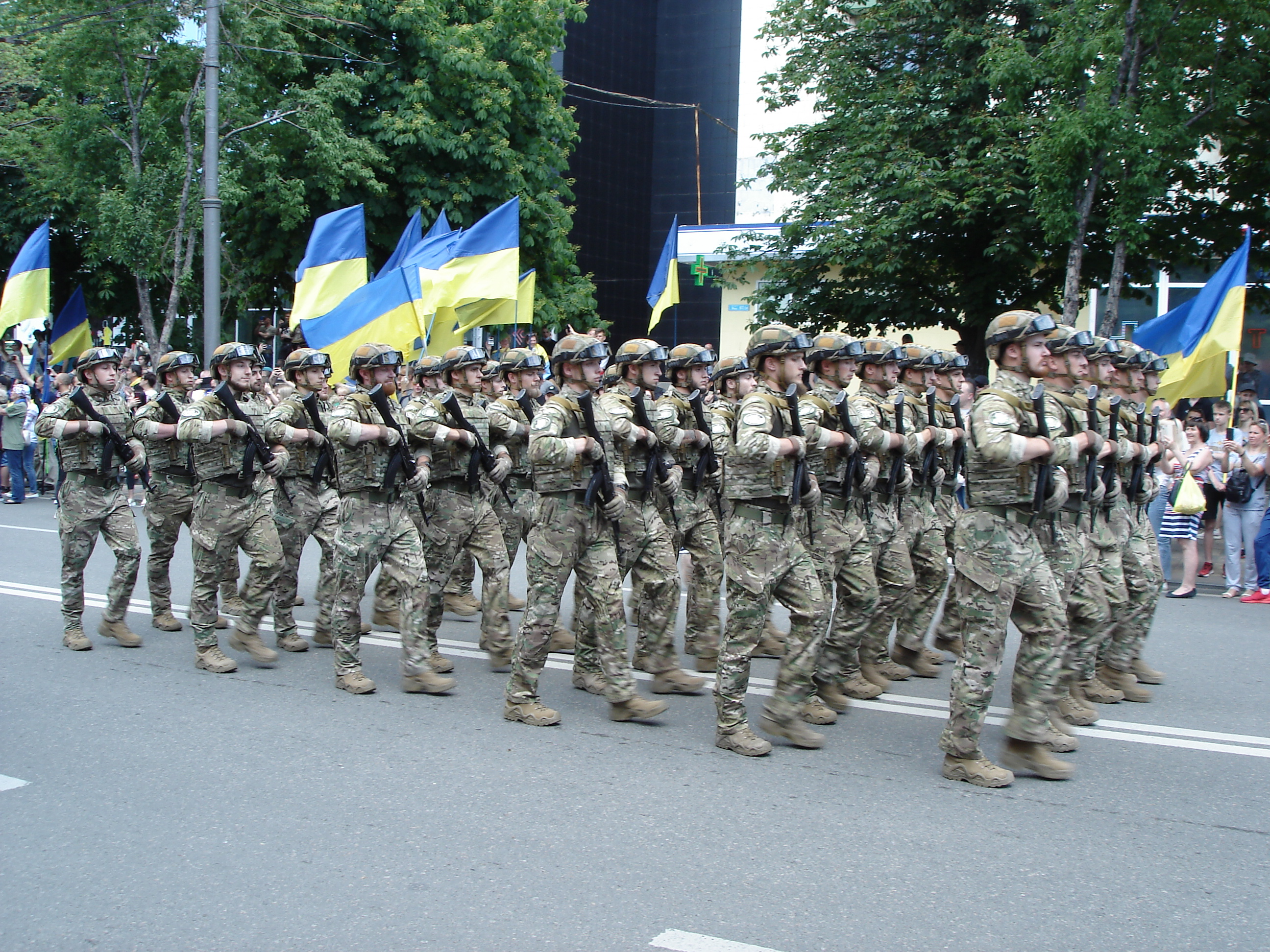
Полк «Азов» на параді в Маріуполі, 2021 рік